# Хановер (город, Миннесота)
Хановер (англ. Hanover) — город в округах Райт,Хеннепин, штат Миннесота, США. На площади 13,3 км² (12,7 км² — суша, 0,6 км² — вода), согласно переписи 2002 года, проживают 1355 человек. Плотность населения составляет 106,9 чел./км². Назван в честь немецкого города Ганновер.
- Телефонный код города — 763
- Почтовый индекс — 55341
- FIPS-код города — 27-26990[1]
- GNIS-идентификатор — 0644632[2]